# Ray Gillon
Ray Gillon (Chiswick, West London, Anglaterra, Regne Unit) és un enginyer de so britànic establert a Espanya. Ha estat guanyador d'un Goya al millor so. Interessat pel so, va estudiar electrònica i enginyeria electrònica a Kingston. És conegut perquè parla 18 idiomes, d'ells vuit de manera fluent (anglès, llatí, francès, alemany, castellà, suec, italià) i 10 en mode conversacional (portuguès, tai, turc, rus, polonès, neerlandès, danès, noruec, búlgar i xinès mandarí) i ha posat la seva veu en algunes pel·lícules d'animació.
També ha treballat com a enginyer de so al cinema des de 1985 quan participà a Water de Dick Clement, i després a Espanya a El caballero del dragón i El amor brujo (1986). El 1995 va guanyar el Goya al millor so pel seu treball a El día de la bestia i fou nominat dos cops més, el 1996 pel seu treball a Libertarias i El perro del hortelano i el 2000 per Plenilunio.

## Filmografia
- 2001 El viaje de Carol
- 2001: Visionarios
- 2001: El espinazo del diablo
- 1999 Plenilunio
- 1999: Muertos de risa
- 1997: Perdita Durango
- 1996: Libertarias
- 1996: El perro del hortelano
- 1996: Perdona bonita, pero Lucas me quería a mí
- 1996: Bwana
- 1996: Tu nombre envenena mis sueños
- 1995: El día de la bestia
- 1991: El invierno en Lisboa
- 1990: Despertaferro
- 1989: ¡Átame!
- 1988: Dilluns tempestuós
- 1987: Angoixa
- 1986: Pirates
- 1985 Water
- 1985: El caballero del dragón
- 1985: El amor brujo (1986).

## Publicacions
- El sonido en el cine español actual A: Academia: Revista del Cine Español, ISSN 2174-0097, Nº. 31, 2002, págs. 90-93